# Гилгамеш
Гилгамеш (или Билгамес; акадско клинасто писмо: 𒄑𒂆𒈦), према сумерском попису краљева, полуисторијском документу, био је пети владар прве послепотопске династије из Урука између 2700. и 2650. п. н. е. Најстарије легенде највероватније су настале између 2600. и 2550. п. н. е, записане на сумерском око 2500. п. н. е.
Гилгамеш је био владар Урука и херој древне месопотамске митологије. Иако историја скоро да нема конкретних, неоспоривих доказа о његовом постојању ван књижевних дела у којима има изузетно великог и приметљивог утицаја тадашње религије, али и утицаја Хебрејске Библије (за који се претпоставља да је последица њеног утицаја на пренос оригиналних, непромењених дела кроз векове), постоје ретки, историјски извори непроцењиве вредности који показују да је он није био плод тадашње епике.
Натпис чиновника који је по веровању вршио своју дужност током Гилгамешове владавине је био пронађен у древним текстовима Ура. У њему се спомиње име Гилгамеш: “Гилгамеш је онај кога је Уту одабрао”. Поред овога, он се спомиње и у једном историографском тексту који му приписује изградњу зидова Урука.
Сачувани записи прича о Гилгамешу, као божанском јунаку, по каснијем предању сину Лугалбанде, владара Урука, и богиње Нинсун, потичу с краја 19. века п. н. е. Најстарије митолошке поеме о Гилгамешу записане су клинастим писмом, не само на сумерском већ и на акадском, хуријском и хетитском језику. Најстарије митолошке поеме о Гилгамешу писане су сумерским језиком.
Од потенцијално огромног броја дела, кроз дуг период од 5000 година су сачуване само 5 песама оригиналног карактера у којима је Гилгамеш опеван као херој:
- Најстарија од њих се зове “Гилгамеш, Енкиду, и Подземни свет”. У њој Гилгамеш представља хероја који је помогао богињи Иштар. Након смрти Енкидуа, његов дух је Гилгамешу објаснио пусту егзистенцију која влада Подземним светом (ово је вероватно узрок за његов каснији однос према смрти који се може видети у Епу о Гилгамешу).
- ”Глигламеш и Ага” је песма која говори о његовој побуни против Аге од Киша.
- Трећа и четврта песма га приказују као хероја који је победио Хумбабу и Небеског бика.
- Пета (која је изразито лоше очувана) говори о његовој смрти и сахрани.

Кулминацију ових дела представља Еп о Гилгамешу. Он је заправо дело које је имао функцију спајања ових песама у један повезан рад. Акадска верзија Епа о Гилгамешу чији први сачувани записи потичу из 18. века п. н. е, иако је еп, највероватније, настао између 2300. и 2100. године п. н. е. Еп о Гилгамешу представља једно од најстаријих дела светске књижевности.